# كيرنيرسفيل (كارولاينا الشمالية)
كيرنيرسفيل (بالإنجليزية: Kernersville, North Carolina)‏ هي بلدة أمريكية تقع في الولايات المتحدة في كارولاينا الشمالية. يقدر عدد سكانها بـ 23,123 نسمة ومساحتها 31.5 كم2 وترتفع عن سطح البحر 317 متر.

## التركيبة السكانية
حدّد مكتب تعداد الولايات المتحدة بيانات التركيبة السكانية لكيرنيرسفيل في تعداد الولايات المتحدة. في ما يلي، التركيبة السكانية حسب تعدادي 2000 و2010.

### تعداد عام 2000
بلغ عدد سكان كيرنيرسفيل 17,126 نسمة بحسب تعداد عام 2000، وبلغ عدد الأسر 7,286 أسرة وعدد العائلات 4,660 عائلة مقيمة في البلدة. في حين سجلت الكثافة السكانية 369.7 نسمة لكل كيلومتر مربع (957.5/ميل2). وبلغ عدد الوحدات السكنية 7,950 وحدة بمتوسط كثافة قدره 171.6 لكل كيلومتر مربع (444.4/ميل2).
وتوزع التركيب العرقي للبلدة بنسبة 84.11% من البيض و8.74% من الأمريكيين الأفارقة و0.32% من الأمريكيين الأصليين و1.26% من الأمريكيين ذوي الأصول الآسيوية و0.05% من سكان جزر المحيط الهادئ و4.33% من الأعراق الأخرى و1.19% من عرقين مختلطين أو أكثر و7.36% من الهسبانيون أو اللاتينيون من أي عرق.
بلغ عدد الأسر 7,286 أسرة كانت نسبة 33.8% منها لديها أطفال تحت سن الثامنة عشر تعيش معهم، وبلغت نسبة الأزواج القاطنين مع بعضهم البعض 48.3% من أصل المجموع الكلي للأسر، ونسبة 11.7% من الأسر كان لديها معيلات من الإناث دون وجود شريك، بينما كانت نسبة 3.9% من الأسر لديها معيلون من الذكور دون وجود شريكة وكانت نسبة 36% من غير العائلات. تألفت نسبة 30.4% من أصل جميع الأسر من عدة أفراد يعيشون في نفس المنزل ونسبة 8% كانت تتألف من شخص يعيش بمفرده يبلغ من العمر 65 عاماً أو أكثر. وبلغ متوسط حجم الأسرة المعيشية 2.31، أما متوسط حجم العائلات فبلغ 2.88.
بلغ العمر الوسطي للسكان 34.3 عاماً. وكانت نسبة 23.9% من القاطنين تحت سن الثامنة عشر، وكانت نسبة 8.9% بين الثامنة عشر والرابعة والعشرين عاماً، ونسبة 33.7% كانت واقعةً في الفئة العمرية ما بين الخامسة والعشرين والرابعة والأربعين عاماً، ونسبة 22.6% كانت ما بين الخامسة والأربعين والرابعة والستين، ونسبة 9.3% كانت ضمن فئة الخامسة والستين عاماً فما فوق. يوجد لكل 100 أنثى 94.9 ذكر، ويوجد لكل 100 أنثى في الثامنة عشر من عمرها فما فوق 92.8 ذكر.

### تعداد عام 2010
بلغ عدد سكان كيرنيرسفيل 23,123 نسمة بحسب تعداد عام 2010، وبلغ عدد الأسر 10,038 أسرة وعدد العائلات 6,236 عائلة مقيمة في البلدة. في حين سجلت الكثافة السكانية 499.2 نسمة لكل كيلومتر مربع (1,292.9/ميل2). وبلغ عدد الوحدات السكنية 10,951 وحدة بمتوسط كثافة قدره 236.4 لكل كيلومتر مربع (612.3/ميل2).
وتوزع التركيب العرقي للبلدة بنسبة 77.75% من البيض و12.56% من الأمريكيين الأفارقة و0.46% من الأمريكيين الأصليين و1.93% من الأمريكيين ذوي الأصول الآسيوية و0.03% من سكان جزر المحيط الهادئ و4.93% من الأعراق الأخرى و2.34% من عرقين مختلطين أو أكثر و9.71% من الهسبانيون أو اللاتينيون من أي عرق.
بلغ عدد الأسر 10,038 أسرة كانت نسبة 31.5% منها لديها أطفال تحت سن الثامنة عشر تعيش معهم، وبلغت نسبة الأزواج القاطنين مع بعضهم البعض 45.3% من أصل المجموع الكلي للأسر، ونسبة 12.8% من الأسر كان لديها معيلات من الإناث دون وجود شريك، بينما كانت نسبة 4% من الأسر لديها معيلون من الذكور دون وجود شريكة وكانت نسبة 37.9% من غير العائلات. تألفت نسبة 32.5% من أصل جميع الأسر من عدة أفراد يعيشون في نفس المنزل ونسبة 10.7% كانت تتألف من شخص يعيش بمفرده يبلغ من العمر 65 عاماً أو أكثر. وبلغ متوسط حجم الأسرة المعيشية 2.29، أما متوسط حجم العائلات فبلغ 2.91.
بلغ العمر الوسطي للسكان 38.5 عاماً. وكانت نسبة 23.7% من القاطنين تحت سن الثامنة عشر، وكانت نسبة 8% بين الثامنة عشر والرابعة والعشرين عاماً، ونسبة 28.7% كانت واقعةً في الفئة العمرية ما بين الخامسة والعشرين والرابعة والأربعين عاماً، ونسبة 26.5% كانت ما بين الخامسة والأربعين والرابعة والستين، ونسبة 13.1% كانت ضمن فئة الخامسة والستين عاماً فما فوق. وتوزع التركيب الجنسي للسكان بنسبة 46.9% ذكور و53.1% إناث.

## أعلام
- كريس لان
- بات برستون
- كار سميث